# 多聞寺 (船橋市)
多聞寺（たもんじ）は、千葉県船橋市にある日蓮宗の寺院である。山号は宝珠山。旧本山は平賀本土寺。奠師法縁。

## 由緒
寺伝によると、鎌倉時代末期の永仁6年、日蓮の直弟子であった日伝上人が建立したと伝えられている。門を入ると左手の堂に、日蓮作と伝えられる毘沙門天像が安置されている。なお、この周辺は二子浦と呼ばれ、日蓮上人が鎌倉での布教に海路で赴く際に船出をした場所と言い伝えがある。

## 交通
- 京成本線東中山駅から徒歩2分
- JR総武線下総中山駅から徒歩10分